# 페가수스자리 51 b
페가수스자리 51 b 또는 디미디엄(Dimidium)은 태양과 비슷한 항성 페가수스자리 51 주위를 돌고 있는 외계 행성이다. 이름이 붙여지기 전에는 벨레로폰이라고 부르기도 하였다. 이 행성은 태양과 비슷한 별 주위를 도는 행성 중 최초로 발견되었으며 천문학계에 큰 파장을 몰고 온 존재이다. 뜨거운 목성의 원형체이기도 하다.

## 명칭
이 행성의 정식 명칭은 페가수스자리 51 b이다. 여기서 로마자 b는 동반천체 중 첫 번째라는 의미이다. 여기서 추가로 행성이 발견될 때마다 c, d, e, f....가 붙게 된다(다만 a를 쓰지 않는 이유는 어머니 항성이 곧 A이기 때문에 소문자도 할당하지 않는 것이다). 별칭으로 '벨레로폰'이 있는데, 이는 그리스 신화에서 페가수스를 키우던 주인의 이름이다.

## 특징
페가수스자리 51 b가 발견되기 이전 폴란드 천문학자 알렉산데르 볼시찬이 이미 펄사 행성 PSR 1257을 발견했으나, 이 행성은 태양처럼 평범한 주계열성 주위를 도는 행성으로서 최초로 발견되었다는 점에서 의미가 있다.
1995년 이 행성의 존재가 밝혀진 이후, 천문학자들은 이 행성을 자세히 연구했고 몇 가지 특징을 더 밝혀 냈다. 이 행성은 어머니 항성에 매우 바싹 붙어서 돌고 있다. 그 때문에 행성의 표면 온도는 섭씨 1000도 이상으로 달구어져 있다. 또한 가까운 거리 때문에 4일에 한 번 공전한다. 공전 시간에서 계산한 공전 속도는 1초에 136km로, 지구의 30km와 비교하면 4배 이상 빠른 속도이다. 이 행성의 질량은 목성의 절반 정도이다. 질량이 매우 큰 것으로 미루어 보아 이 행성은 뜨거운 가스 행성일 것으로 추측된다.
처음 이 행성이 발견되었을 때, 기존의 행성탄생 이론으로는 이토록 어머니 항성에 가까이 붙어서 돌고 있는 현상을 설명할 수 없었다. 기존 이론에서는 지구형 행성이 가까이서 생겨나고, 목성과 같이 질량이 큰 가스 행성은 멀찍이 떨어져서 생겨난다고 설명했기 때문이다. 그런데 51b 이후로 발견된 많은 외계 행성들은 '뜨거운 가스 행성'이었다. 불타는 목성이 흔한 것임이 밝혀지자, 새로운 학설(행성 이동)이 정립될 필요가 있었다.
이 행성을 지구형 행성으로 보는 시각도 있었으나, 현재는 가스 행성으로 인정하고 있다. 질량은 지구의 150배 정도로 이는 목성 질량의 절반이 채 되지 않는다. 다만 이 정도 질량이면 대기를 붙잡는 힘이 강하여 어머니 별의 항성풍에 질량을 잃지 않는다. 반면 51b의 반지름은 목성의 1.5배 정도일 것으로 추측된다. 이 행성은 항성으로부터의 열로 달아올라 있기 때문에 외곽 대기가 부풀어서 더 높은 고도까지 확장되어 있는 상태이다. 밤의 반구 쪽을 바라보아도 내부에서 나오는 열 때문에 붉게 빛날 것으로 생각된다.
이 행성은 어머니 항성의 기조력으로 인해, 한 쪽 면이 항성만을 바라보도록 고정되었을 것이다.

## 발견

### 발견과정
미셸 마요르와 디디에 쿠엘료가 ELODIE 분광사진기로 도플러 효과를 응용하여 발견했다. 이들의 발견은 네이처지 378호 355페이지에서 1995년 10월 6일 정식 승인되었고, 관측장소는 프로방스 주 천문대이다.

### 관측기법
이 행성을 발견하는 데 사용한 분광사진기는 초당 70미터 속도의 스펙트럼상 변화량까지 감지할 수 있는 기구였다. 이 정도 속도를 감지할 수 있었던 이유는 행성의 질량이 컸고, 항성으로부터 거리가 가까워서 자전주기가 빨라 변화량을 감지하기 쉬웠기 때문이다.
이 행성의 발견은 천문학계에 있어 하나의 이정표와도 같았다. 이후 외계행성의 발견은 가속을 얻게 되었고, 2009년 4월 현재 346개의 행성이 공식적으로 외계행성 목록표에 수록되어 있다.

## 같이 보기
- 외계 행성
- 외계 행성이 확인된 항성 목록